# Sabrina Boyer
Sabrina Boyer est autrice de doublage, traductrice et adaptatrice française.

## Écriture des versions françaises de

### Séries télévisées
- Feud : saison 1 (3 épisodes)
- L’Amie prodigieuse : saison 1 (4 épisodes)
- American crime story : the assassination of Gianni Versace (3 épisodes)
- 24: Legacy : saison 1 (4 épisodes)
- Shades of blue : saison 1 et 2 (6 épisodes)
- Non uccidere : saison 1 (4 épisodes)
- The Americans  : saison 1 à 6  (18 épisodes)[1]
- The Five : saison 1 (3 épisodes)
- Shameless : saisons 1 à 9   (33 épisodes)[2]
- Glee : saisons 1 à 5   (25 épisodes)[3]
- Guerrilla : saison 1 ( 1 épisode)
- Crashing : saison 1 (3 épisodes)
- The Strain : saison 1 (4 épisodes)
- 1992 : saison 1 (4 épisodes)
- 1993 : saison 1 (2 épisodes)
- The Bridge : saison 1 et 2 (9 épisodes)[4]
- New Girl  : saisons 1 à 4   (23 épisodes)[5]
- Gossip Girl  : saisons 5 et 6   (9 épisodes)[6]
- Bones: saison 5   (2 épisodes)
- The Good Wife, saison 1   (3 épisodes)
- Caprica: saison 1   (5 épisodes)[7]
- Ben et Kate  (2 épisodes)[8]
- Coma (co-écrit avec Tim Stevens)
- Parents par accident  : saison 1   (3 épisodes)[9]
- Persons unknown  : saison 1   (6 épisodes)[10]
- The Cleaner  : saison 2   (4 épisodes)
- Les Spécialistes : Investigation scientifique : saisons 4, 5, 6 et 7   (12 épisodes)
- Terriers : saison 1   (1 épisode)[11]
- FBI : Duo très spécial, saison 1   (1 épisode)[12]
- Arnaqueurs VIP  : saison 1   (3 épisodes)[13]
- Suits, avocats sur mesure  : saison 2   (1 épisode)
- De tout mon cœur  : saison 1   (20 épisodes)
- Les enquêtes de Murdoch  : Sauf la mort
- Summer Bay (Home and away) : saison 19   (10 épisodes)

### Films et téléfilms
- Glanz le magnifique : partie 2 "Le duel", de Dieter Wedel
- Un amour assassin (Io ci sono)
- Caprica (pilote) : coécrit avec Tim Stevens
- Kate et William  : Quand tout a commencé : coécrit avec Laurence Duseyau et Tim Stevens
- Ira & Abby, de Robert Cary : coécrit avec Laurence Duseyau et Tim Stevens
- Emma (mini-série) (Jane Austen) : épisode 2
- Au nom de la passion
- Turbulences en plein vol
- Implacable
- Heidi, de Paul Marcus, coécrit avec Laurence Duseyau et Tim Stevens
- Le Prix du passé : coécrit avec Laurence Duseyau
- Gimme Some Truth, le making of d'Imagine
- Dino De Laurentiis, the last movie mogul
- Princesse Margaret, une love story

### Animation
- Sid, le petit scientifique   (14 épisodes)
- Rekkit Rabbit   (3 épisodes)
- Animalia   (11 épisodes)
- Edgar de la Cambriole - Opération : Diamant
- Magic Knight Rayearth   ( 19 épisodes)
- Dot Hack   (6 épisodes)
- Master Keaton   (6 épisodes)
- Gokusen   (5 épisodes)
- Tokyo Underground   (5 épisodes)
- Ah! My Goddess   (5 épisodes)
- Spirit of Wonder, L'anneau de Miss China